# Оцимик, Константин Владимирович
Константи́н Влади́мирович Оци́мик (1919—1963) — советский военный. Участник Великой Отечественной и Советско-японской войн. Герой Советского Союза (1945). Старший лейтенант.

## Биография
Константин Владимирович Оцимик родился 7 января (по другим данным — 15 января) 1919 года в деревне Карабаиновка Верхнеудинского уезда Забайкальской области РСФСР (ныне Хоринский район Республики Бурятия) в крестьянской семье Владимира Станиславовича и Марии Фёдоровны Оцимик. Русский. Окончил семь классов сельской школы. Работал учётчиком в колхозе «Красный партизан». В октябре 1936 года по решению общего собрания колхозников Константин Владимирович был направлен на учёбу на курсы бухгалтеров в село Унэгэтэй. С мая 1937 года и до призыва на воинскую службу работал в колхозе бухгалтером материальной группы.
В ряды Рабоче-крестьянской Красной Армии К. В. Оцимик был призван Заиграевским райвоенкоматом 9 сентября 1939 года. Срочную службу начал на Дальнем Востоке в 104-м Декастринском укрепрайоне в посёлке Де-Кастри. В 1940 году здесь началось строительство военно-морской базы и береговых батарей, и К. В. Оцимик был направлен на учёбу в артиллерийскую школу на станции Забитуй Читинской области. Однако в связи с обострением обстановки на западных границах СССР после окончания обучения он был направлен в 64-й отдельный пулемётный батальон Тираспольского укрепрайона Одесского военного округа.
В боях с немецко-фашистскими захватчиками и их румынскими союзниками К. В. Оцимик с первых дней войны на Южном фронте. После поражения Красной Армии в Тернопольско-Мелитопольской операции подразделения Тернопольского укрепрайона отошли в Одессу, где в начале сентября 1941 года были включены в состав 1-й Одесской дивизии (с 11 сентября — 421-я стрелковая дивизия) Отдельной Приморской армии. Участник обороны Одессы. После эвакуации из Одессы в октябре 1941 года Константин Владимирович в составе своего подразделения участвовал в обороне Крымского полуострова. В боях за Ялту и Алушту 421-я стрелковая дивизия понесла тяжёлые потери и была расформирована. Оставшиеся её части пошли на доукомплектование 172-й стрелковой дивизии, в составе которой Константин Владимирович участвовал в обороне Севастополя. После поражения советских войск в Крыму ему удалось эвакуироваться на Кавказ. В ходе Битвы за Кавказ Константин Владимирович был тяжело ранен.
После госпиталя К. В. Оцимик был направлен в артиллерийское училище. После его окончания в начале 1944 года лейтенант К. В. Оцимик получил направление в 641-й армейский истребительно-противотанковый полк 21-й армии Ленинградского фронта, где был назначен командиром огневого взвода. В этой должности Константин Владимирович участвовал в разгроме группы немецких армий «Север» под Ленинградом и Новгородом, освобождении Ленинградской и Калининской областей. В июле 1944 года его взвод отличился во время Выборгской операции в бою за высоту 39,6 на Карельском перешейке. Поддерживая наступление стрелковых подразделений своей армии, артиллерийский взвод лейтенанта Оцимика огнём орудий проделал проход в проволочных заграждениях противника шириною 9 метров. В ходе наступления взвод уничтожил прямой наводкой 3 ручных и 2 станковых пулемёта противника, 1 противотанковую пушку и более 10 немецких солдат.
В начале января 1945 года 21-я армия была передана 1-му Украинскому фронту. Командир артиллерийской батареи лейтенант К. В. Оцимик в ходе Сандомирско-Силезской операции в бою на подступах к городу Гинденбург отразил атаку немецких автоматчиков численностью до 40 человек, которых поддерживало два танка. В ходе боя были уничтожены оба танка, 26 солдат и офицеров противника и 2 ручных пулемёта, а также захвачено знамя немецкого полка. За этот бой Константин Владимирович был награждён орденом Отечественной войны 2 степени и произведён в старшие лейтенанты.
В марте 1945 года К. В. Оцимик участвовал в Верхне-Силезской наступательной операции. В боях 19-20 марта 1945 года при ликвидации окружённой под Оппельном группировки немцев артиллерийская батарея под его командованием отразила 6 контратак противника, уничтожив до 180 солдат и офицеров вермахта. Когда немцы вплотную приблизились к батарее, старший лейтенант Оцимик повёл своих бойцов в рукопашную. В ходе схватки было уничтожено 23 солдата противника и ещё 67 было взято в плен.
В последние дни войны 21-я армия участвовала в Пражской наступательной операции. 6 мая 1945 года старший лейтенант К. В. Оцимик с первым орудием форсировал реку Чарна-Вода и занял огневую позицию на западной окраине города Цобтен, обеспечив переправу остальных орудий батареи. В ходе боя батарея Оцимика отразила 7 контратак противника, уничтожив более 120 солдат и офицеров. В критический момент боя, когда батарея была окружена, Константин Владимирович вызвал огонь артиллерийского полка на себя. Батарея была спасена, но старший лейтенант Оцимик был тяжело ранен. Победу он встретил в госпитале. Там же он узнал, что указом Президиума Верховного Совета СССР от 27 июня 1945 года ему было присвоено звание Героя Советского Союза.
К началу августа 1945 года старший лейтенант К. В. Оцимик был снова в строю и в должности командира артиллерийского дивизиона 1628-го истребительно-противотанкового артиллерийского полка 2-й Краснознаменной армии 2-го Дальневосточного фронта участвовал в разгроме Квантунской армии в ходе Советско-японской войны. Демобилизовался Константин Владимирович в 1946 году. Некоторое время работал в Улан-Удэ в тресте столовых. С 1947 по 1953 года служил в системе МВД Бурятской АССР. С 1950 года занимал должность командира взвода лагерной охраны в городе Городок. С 1953 года Константин Владимирович работал мастером на кирпичном заводе в городе Гусиноозёрске. Затем из-за болезни жены он переехал в посёлок Усть-Баргузин. Работал на аналогичном кирпичном заводе. 21 июня 1963 года после тяжёлой и продолжительной болезни Константин Владимирович скончался. По решению родственников был похоронен в Улан-Удэ на Заудинском кладбище.

## Награды
- Медаль «Золотая Звезда» (27.06.1945).
- Орден Ленина (27.06.1945).
- Орден Отечественной войны 2 степени (06.02.1945).
- Орден Красной Звезды (18.11.1944).
- Медали.

## Память
- Бюст Героя Советского Союза К. В. Оцимика установлен в городе Улан-Удэ.
- Именем Героя Советского Союза К. В. Оцимика названы улицы в городах Улан-Удэ и Гусиноозёрск и в посёлках Усть-Баргузин и Верхние Тальцы.

## Документы
- Общедоступный электронный банк документов «Подвиг Народа в Великой Отечественной войне 1941—1945 гг.» Дата обращения: 27 июня 2012. Архивировано из оригинала 13 марта 2012 года.

Представление к званию Героя Советского Союза. Дата обращения: 27 июня 2012. Архивировано 27 сентября 2012 года.
Орден Отечественной войны 2-й степени. Дата обращения: 27 июня 2012. Архивировано 27 сентября 2012 года.
Орден Красной Звезды. Дата обращения: 27 июня 2012. Архивировано 27 сентября 2012 года.